# 皮西迪亚

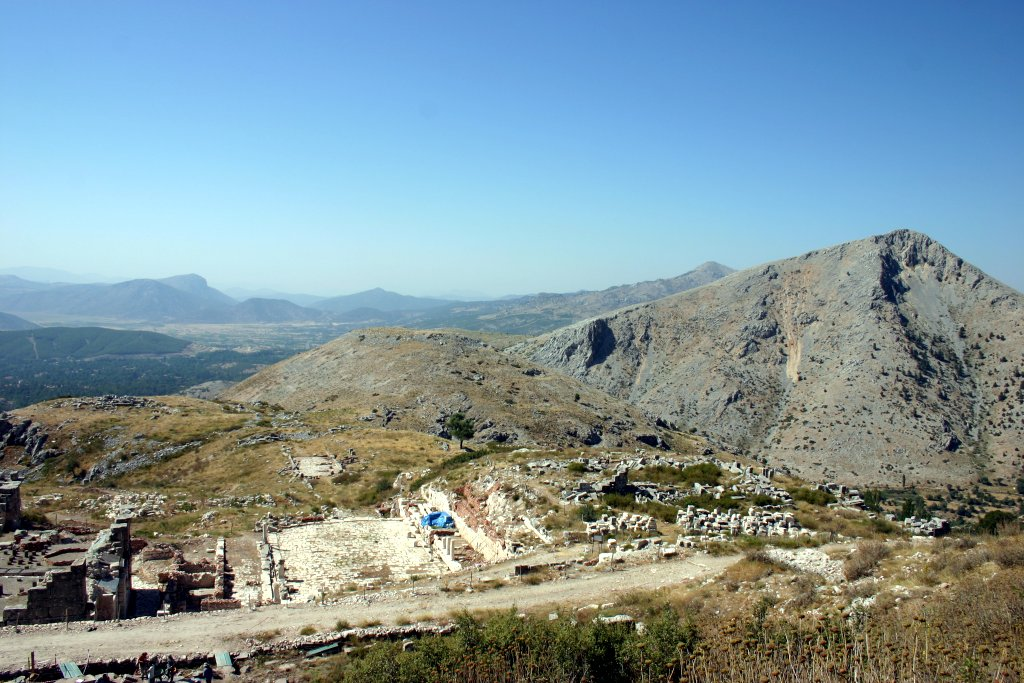
Sagalassos

皮西迪亚（拉丁语：Pisidia）安纳托利亚历史上的一个地区，位于今土耳其安塔利亚省。其地理位置在吕基亚以北，与卡里亚、吕底亚、弗里吉亚、潘菲利亚等地区交界。在古代，这里的主要居民点是忒耳墨索斯，塞尔革，克瑞谟那，萨伽拉索斯，皮西迪亚的安条克，奈阿波利斯和菲洛墨利乌姆。

## 自然环境
虽然皮西迪亚的位置邻近地中海，但南方的温暖气候并不能越过托罗斯山脉。因为气候原因，皮西迪亚没有大面积的树林，但农作物由于雨水充沛生长得很好。这一地区的城市大多建在山坡上，以利用土地和灌溉资源。

## 历史
皮西迪亚地区在旧石器时代就有人居住。古典皮西迪亚人的祖先大约是在前14世纪时迁入这一地区，当时的一份赫梯文献第一次提到了萨伽拉索斯这个地名。皮西迪亚或许是赫梯人所称的阿尔扎瓦地区的一部分。关于皮西迪亚人的语言，历史学家们知道得很少，只能推测这是属于印欧语系安纳托利亚语族的一种语言。
希罗多德在其著作中称一些皮西迪亚部落为“拉库纳人”，他们居住在安塔利亚湾以北的的山区里。在希波战争中，皮西迪亚人是波斯人的盟友。几乎可以肯定所谓皮西迪亚人和潘菲利亚人本来是同一民族，但是从很早的时候两者就出现了文化差异。潘菲利亚人住在海岸地带，而皮西迪亚人住在内陆；由于更容易与外界接触，潘菲利亚人的文化更发达一些。
皮西迪亚地区民风强悍。在赫梯帝国时期，皮西迪亚是一个不受赫梯直接控制的地带。吕底亚称霸时，皮西迪亚仍保持了很大的独立性；甚至在波斯帝国征服整个安纳托利亚之后，这里仍然是一个难于管制、叛乱频发的地区。
亚历山大大帝在进军波斯帝国的路上征服了皮西迪亚的主要城市萨伽拉索斯。亚历山大死后，他麾下的将领们（继业者）开始为瓜分帝国而战。皮西迪亚最初成为安提柯一世（“独眼”）的领土的一部分。在安提柯败亡后，塞琉古一世（“胜利者”）控制了这一地区。在塞琉古帝国的统治下，各个战略要地相继建起了希腊人的殖民城市，而本地居民逐渐希腊化了。
前188年，罗马人打败了塞琉古帝国国王安条克三世，并迫使后者将皮西迪亚割让给罗马的盟友帕加马。帕加马的末代国王阿塔罗斯三世在前133年死去，遗命将其王国赠给罗马；而皮西迪亚则被割给卡帕多细亚王国。卡帕多细亚无力对这一地区进行有效的管理，皮西迪亚人于是又恢复了事实上的独立，直到罗马人于前102年在这里建立起正式统治。
前39年，罗马统帅马克·安东尼将皮西迪亚委托给他的附庸、加拉太人（亚洲凯尔特人）的国王阿明塔斯管理，并责令后者剿灭威胁连接皮西迪亚与潘菲利亚的商道的霍莫纳达人。阿明塔斯于前25年死于霍莫纳达人的伏击，罗马人于是吞并了他的王国。在阿明塔斯的王国的领土上建立起一个新的行省：加拉太行省。皮西迪亚也被并入了这个行省。至于霍莫纳达人，他们在公元前3年被彻底消灭。罗马人为了保持对皮西迪亚的控制，开始有计划地对这一地区进行殖民。奥古斯都皇帝将皮西迪亚升为独立的行省，并在当地建设8个大型殖民地。安条克和萨伽拉索斯成为皮西迪亚最主要的城市。整个行省逐渐拉丁化了，一直到3世纪末，拉丁语都是皮西迪亚的主要语言。

皮西迪亚是基督教早期的传播地之一。使徒圣保罗在传道过程中多次经过皮西迪亚的大城安条克。
皮西迪亚在518年受到地震的严重破坏，541年至543年当地又爆发了大规模的瘟疫。伊斯兰教兴起后，传统的商路被穆斯林切断，使这一地区逐渐衰落了。11世纪时塞尔柱突厥人征服了皮西迪亚，从那以后这一地区逐渐突厥化，并最终成为现代土耳其的一部分。